# Pine Island (Minnesota)
Pine Island és una població dels Estats Units a l'estat de Minnesota. Segons el cens del 2000 tenia 2.337 habitants.

## Demografia
Segons el cens del 2000, Pine Island tenia 2.337 habitants, 864 habitatges, i 628 famílies. La densitat de població era de 308 habitants per km².
Dels 864 habitatges en un 39,4% hi vivien nens de menys de 18 anys, en un 59,4% hi vivien parelles casades, en un 10% dones solteres, i en un 27,3% no eren unitats familiars. En el 23% dels habitatges hi vivien persones soles el 13% de les quals corresponia a persones de 65 anys o més que vivien soles. El nombre mitjà de persones vivint en cada habitatge era de 2,6 i el nombre mitjà de persones que vivien en cada família era de 3,06.
Per edats la població es repartia de la següent manera: un 28,5% tenia menys de 18 anys, un 7,2% entre 18 i 24, un 28,1% entre 25 i 44, un 21% de 45 a 60 i un 15,2% 65 anys o més.
L'edat mediana era de 37 anys. Per cada 100 dones de 18 o més anys hi havia 85,1 homes.
La renda mediana per habitatge era de 47.500 $ i la renda mediana per família de 59.792 $. Els homes tenien una renda mediana de 32.788 $ mentre que les dones 25.031 $. La renda per capita de la població era de 20.370 $. Entorn del 4,5% de les famílies i el 5,6% de la població estaven per davall del llindar de pobresa.

## Poblacions més properes
El següent diagrama mostra les poblacions més properes.